# Olimpia (azienda)
Olimpia Spa era una finanziaria italiana che deteneva la maggioranza relativa (18%) del pacchetto azionario di Telecom Italia.

## Scatole cinesi
Olimpia faceva parte della struttura piramidale tramite la quale Marco Tronchetti Provera controllava Telecom Italia. Questa struttura piramidale portava Tronchetti Provera a controllare Telecom Italia possedendo solo lo 0,11% del capitale votante.

## Storia
Olimpia viene creata nel 2001 per acquistare il 23,3% di Olivetti posseduto dalla Bell SA, una società lussemburghese che aveva il 51,02% di Telecom Italia, dopo la famosa Opa di Roberto Colaninno da 100.000 miliardi di lire.

### Azionisti
Olimpia era controllata da Pirelli & C., che ne deteneva la maggioranza (58%). Gli altri azionisti erano Edizione Holding (16%), Hopa (16%), Banca Intesa (5%), e UniCredit (5%).

### Incorporazione Olivetti-Telecom Italia
In seguito alla fusione per incorporazione di Telecom Italia in Olivetti, e col conseguente ridenominazione di Olivetti in Telecom Italia, la quota di Olimpia in Telecom Italia scende intorno al 30%.

### Incorporazione Telecom Italia-TIM
In seguito alla fusione per incorporazione di TIM in Telecom Italia, la quota di Olimpia in Telecom Italia scende intorno al 18%.

### Uscita di Hopa e delle banche
Il 1º febbraio 2006, sotto pressione di Pirelli & C. e Edizioni Holding, Hopa protagonista dello scandalo Bancopoli annuncia la sua uscita da Olimpia. Dopo poco tempo, escono dalla società anche le banche.
Con la loro uscita, la partecipazione di Pirelli & C. in Olimpia sale all'80%, mentre quella di Edizioni Holding sale al 20%.
In seguito, Edizione Holding cede le azioni Olimpia alla sua sub-holding Sintonia SA.

### L'uscita di Pirelli & C. da Telecom Italia
Nel maggio del 2007, a seguito della volontà di Pirelli di uscire dal mercato telefonico, la società Telco ha raggiunto un accordo per l'acquisto dell'intera Olimpia, a 2,82 euro per azione, in totale 4,1 miliardi di euro.
Telco incorporò Olimpia, e le quote Telecom (5,6%) portate in dote da Generali e Mediobanca, raggiungendo complessivamente il 23,6% di Telecom Italia.
L'operazione viene chiusa a fine 2007.
In un secondo momento, venne attuato un aumento di capitale di 900 milioni sottoscritto pro quota.

### Azionisti Telco
- 42,3% Telefónica
- 28,1% Assicurazioni Generali
- 10,6% Mediobanca
- 10,6% Intesa Sanpaolo
- 8,4% Sintonia Spa

### Organi sociali
- Membri Pirelli-Telecom: Marco Tronchetti Provera, Carlo Buora, Carlo Alessandro Puri Negri, Luciano Gobbi, Alberto Pirelli
- Membri Benetton: Gilberto Benetton, Gianni Mion